# Grayson Allen
Grayson James Allen (* 8. Oktober 1995 in Jacksonville) ist ein US-amerikanischer Basketballspieler.

## Laufbahn
Allen spielte als Schüler an der Providence School of Jacksonville in seinem Heimatbundesstaat Florida. In seiner Senior-Saison 2013/14 kam er auf Mittelwerte von 22,8 Punkten, 6,7 Rebounds, 4,2 Korbvorlagen und 1,7 Ballgewinnen. Er nahm ein Stipendienangebot der Duke University an und spielte dort vier Jahre lang (2014 bis 2018) unter Trainerkoryphäe Mike Krzyzewski für die „Blue Devils“.
In 142 Spielen für Duke erreichte Allen Mittelwerte von 14,1 Punkten, 3,2 Rebounds sowie 3 Korbvorlagen. Als er die Hochschulmannschaft im Frühjahr 2018 verließ, lag er mit 1996 erzielten Punkten in Dukes ewiger Korbjägerliste auf dem zwölften Rang. 2015 gewann er mit Duke den NCAA-Meistertitel. Während seiner Zeit an der Duke University sorgte Allen mehrmals für Negativschlagzeilen, als er Gegenspielern ein Bein stellte, sodass diese zu Fall kamen. Nach einem solchen Vorfall im Dezember 2016 wurde Allen von Trainer Krzyzewski für eine Partie gesperrt, zudem wurde ihm das Kapitänsamt entzogen, welches er zu Beginn der Saison 2017/18 zurückerhielt.
Beim Draft-Verfahren der NBA im Juni 2018 sicherten sich die Utah Jazz die Rechte an Allen in der ersten Auswahlrunde an 21. Stelle. Sein erstes Jahr verbrachte Allen zwischen den Jazz und in der Farmliga G-League bei den Salt Lake City Stars. Zum Ende der Saison hin sah Allen vermehrt Spielzeit. Am letzten Spieltag der Saison 2018/19 erzielte Allen bei der 143:137-Niederlage der Jazz seine bisherige Karrierebestmarke von 40 Punkten. Allen wurde zugeschrieben, im Verlauf des Spieljahrs 2018/19 insbesondere in der Verteidigung eine Steigerung hingelegt zu haben. Im Angriff erzielte er bei 38 NBA-Einsätzen im Durchschnitt 5,6 Punkte je Begegnung. Im Juli 2019 landete er im Rahmen eines Tauschgeschäfts bei den Memphis Grizzlies. In der Saison 2020/21 erzielte er mit 10,6 Punkten je Begegnung den bis dahin höchsten Durchschnitt seit dem Wechsel in die NBA. Zur Spielzeit 2021/22 wechselte er zum amtierenden NBA-Meister Milwaukee Bucks, Allen unterzeichnete Mitte Oktober 2021 einen Vertrag über mehrere Jahre. Im November 2022 traf er in einem Spiel gegen die Dallas Mavericks vor der Halbzeit sämtliche seiner sieben Dreipunktewürfe. Damit stellte er eine neue Bestmarke in der Mannschaftsgeschichte der Milwaukee Bucks auf.
Allen war Ende September 2023 Gegenstand eines Spielertausches zwischen drei Mannschaften. Er wurde von Milwaukee an die Phoenix Suns abgegeben.

## Karriere-Statistiken

### NBA

#### Hauptrunde
| Saison  | Team      | GP  | GS  | MPG  | FG % | 3P % | FT % | RPG | APG | SPG | BPG | PPG  |
| ------- | --------- | --- | --- | ---- | ---- | ---- | ---- | --- | --- | --- | --- | ---- |
| 2018–19 | Utah      | 38  | 2   | 11.0 | .376 | .323 | .750 | 0.6 | 0.7 | 0.2 | 0.2 | 5.6  |
| 2019–20 | Memphis   | 38  | 0   | 18.9 | .466 | .404 | .867 | 2.2 | 1.4 | 0.3 | 0.1 | 8.7  |
| 2020–21 | Memphis   | 50  | 38  | 25.2 | .418 | .391 | .868 | 3.2 | 2.2 | 0.9 | 0.2 | 10.6 |
| 2021–22 | Milwaukee | 66  | 61  | 27.3 | .448 | .409 | .865 | 3.4 | 1.5 | 0.7 | 0.3 | 11.1 |
| 2022–23 | Milwaukee | 72  | 70  | 27.7 | .440 | .399 | .905 | 3.3 | 2.3 | 0.9 | 0.2 | 10.4 |
| 2023–24 | Phoenix   | 75  | 74  | 33-5 | .499 | .461 | .878 | 3.9 | 3.0 | 0.9 | 0.6 | 13.5 |
| Gesamt  | Gesamt    | 339 | 245 | 25.6 | .452 | .412 | .866 | 3.0 | 2.0 | 0.7 | 0.3 | 10.5 |

#### Play-offs
| Saison  | Team      | GP | GS | MPG  | FG % | 3P % | FT %  | RPG | APG | SPG | BPG | PPG  |
| ------- | --------- | -- | -- | ---- | ---- | ---- | ----- | --- | --- | --- | --- | ---- |
| 2018–19 | Utah      | 2  | 0  | 7.0  | .286 | .000 | .714  | 0.5 | 0.0 | 0.0 | 0.0 | 4.5  |
| 2020–21 | Memphis   | 5  | 0  | 23.2 | .364 | .381 | .000  | 2.6 | 0.2 | 0.4 | 0.2 | 6.4  |
| 2021–22 | Milwaukee | 12 | 5  | 25.4 | .451 | .396 | .636  | 2.9 | 1.3 | 0.7 | 0.3 | 8.3  |
| 2022–23 | Milwaukee | 5  | 5  | 29.8 | .463 | .483 | .857  | 2.4 | 1.8 | 0.4 | 0.0 | 11.6 |
| 2023–24 | Phoenix   | 2  | 2  | 21.5 | .200 | .200 | 1.000 | 4.0 | 1.0 | 0.5 | 0.0 | 3.5  |
| Gesamt  | Gesamt    | 26 | 12 | 24.1 | .423 | .396 | .733  | 2.7 | 1.0 | 0.5 | 0.2 | 7.9  |